# ISO 50001
ISO 50001 – międzynarodowa norma (standard) ISO (Międzynarodowej Organizacji Normalizacyjnej) dotycząca zarządzania energią. 
Celem wdrożenia normy jest zwiększanie efektywności energetycznej przedsiębiorstwa i ograniczanie kosztów energii.